# Franz Cisar
Franz Cisar (Vienna, 28 novembre 1908 – 10 agosto 1943) è stato un calciatore austriaco, di ruolo centrocampista o difensore.
Fece parte della squadra austriaca ai Mondiali del 1934.

## Carriera
Cresciuto nell'Hertha, vinse il campionato di II. Liga nel 1927, ottenendo la promozione nel massimo campionato austriaco. Come centrocampista offensivo, ruolo che occupò all'inizio della carriera, si distinse abbastanza bene sottoporta: nella sua prima stagione in I. Liga fu il capocannoniere della sua squadra con 16 reti. Nel 1929 lasciò così l'Hertha per trasferirsi all'Austria Vienna e, dopo breve tempo, al Wiener AC, dove vinse una Coppa d'Austria e giocò la finale di Coppa Mitropa nel 1931. Un suo gol nella semifinale della competizione aveva permesso al Wiener AC di eliminare lo Sparta Praga, ma nella finale tutta austriaca contro il First Vienna non riuscì a ripetersi.
Nel 1934 partecipò alla Coppa del Mondo in Italia, poi lasciò l'Austria per giocare in Cecoslovacchia e Francia, al Metz in Division 1. Si ritirò nel 1937, dopo un'ultima stagione in Cecoslovacchia, al Prostějov.
In Nazionale esordì il 1º ottobre 1933 in un 2-2 con l'Ungheria. Formò con il compagno di club Karl Sesta una delle migliori linee difensive degli anni trenta, in luce soprattutto al Mondiale del 1934, dopo il quale comunque Cisar lasciò per sempre la Nazionale.

## Palmarès
- Coppa d'Austria: 1

Wiener AC: 1930-1931
- Campione di II. Liga: 1

Hertha Vienna: 1926-1927